# اشتفی دونا
اشتفی دونا (مجاری: Steffi Duna) بازیگر مشهور اهل مجارستان بود.
از فیلم‌ها یا مجموعه‌های تلویزیونی که وی در آن‌ها نقش داشته است، می‌توان به پل واترلو و قمارباز و دخترک اشاره نمود.